# آرت آلايف!
آرت ألايف! (بالإنجليزية: Art Alive!)‏، هي لعبة فيديو من تطوير ستوديو ويسترن تكنلوجيس الأمريكية، ومن نشر شركتي سيجا اليابانية وتيك توي البرازيلية، صدرت في الأسواق سنة 1991، وهي أول لعبة فيديو من نوع التعليم للرسوم والتلوين والتي أنتجها شركة سيجا اليابانية.

## مرجع
1. ↑  "Release date". GameFAQs. مؤرشف من الأصل في 2009-06-06. اطلع عليه بتاريخ 2008-08-20.
2. ↑  Wikiwix's cache نسخة محفوظة 15 ديسمبر 2019 على موقع واي باك مشين.

## المواقع الخارجية
- Art Alive على موبي غيمز.
- Art Alive.